# مک‌لارن ام‌سی‌ال۳۶
مک‌لارن ام‌سی‌ال۳۶ یک خودروی مسابقه‌ای فرمول یک است که تحت رهبری جیمز کی طراحی شده و توسط مک‌لارن برای شرکت در مسابقات قهرمانی جهانی فرمول یک ۲۰۲۲ ساخته شده‌است. ام‌سی‌ال۳۶ مطابق با نسل جدید مقررات ۲۰۲۲ فرمول یک ساخته شده‌است که در ابتدا برای معرفی در سال ۲۰۲۱ در نظر گرفته شده‌بود.
دنیل ریکاردو و لاندو نوریس برای رقابت با این تیم در سال ۲۰۲۲ تحت قرارداد هستند.

## زمینه

### زمینه توسعه
تغییر مک‌لارن به موتورهای مرسدس به منظور همزمانی با مقررات جدید بود و بنابراین برای سال ۲۰۲۱ قرارداد بسته شد. برنامه‌ریزی برای مقررات جدید از اوایل سال ۲۰۱۹ آغاز شد و توسعه فعال خودرو در سال ۲۰۲۰ قبل از اینکه مقررات ۲۰۲۱ به تعویق افتاد آغاز شد. این تأخیر برای کاهش فشار مالی بر تیم‌های متحمل شده در اثر دنیاگیری کووید-۱۹ در نظر گرفته شده بود، در حالی که شاسی‌های ۲۰۲۰ قرار بود در سال ۲۰۲۱ مورد استفاده مجدد قرار گیرند. از این رو، تغییر مک‌لارن به پیشرانه‌های مرسدس با سلف ام‌سی‌ال۳۶، ام‌سی‌ال۳۵ اتفاق افتاد.
توسعه همه خودروهای ۲۰۲۲ از ۲۸ مارس ۲۰۲۰ تا ۳۱ دسامبر ۲۰۲۰ متوقف شد. مک‌لارن توسعه خود را در اوایل ژانویه ۲۰۲۱ با آزمایش آیرودینامیک آغاز کرد. ساخت برخی از قطعات، عمدتاً قطعات شاسی و گیربکس، تا جولای ۲۰۲۱ در حال انجام بود.

### طراحی و توسعه اولیه
جیمز کی در ابتدا از تورو روسو در اوایل سال ۲۰۱۹ به استخدام مک‌لارن درآمد، زمانی که ام‌سی‌ال۳۴ قبلاً طراحی و تولید شده بود. اگرچه او ام‌سی‌ال۳۵ را طراحی و ام‌سی‌ال۳۵ام را ارتقا کرد، اما ام‌سی‌ال۳۶ اولین خودروی کاملا اصلی کی برای تیم خواهد بود.

## تاریخچه رقابت و توسعه

### پیش فصل
در طول اولین تست سه روزه در پیست بارسلون-کاتالونیا، بسیاری از تیم‌ها در خودروهای خود پورپوزینگ را تجربه کردند (طنین خودرو به دلیل اثر زمین، باعث می‌شود خودرو به سرعت تکان بخورد) که باعث ایجاد مشکل در رانندگی و قابلیت اطمینان شد. به طور منحصربه‌فرد، به نظر نمی‌رسد که ام‌سی‌ال۳۶ هیچ مشکلی در ارتباط با پورپوزینگ نداشته باشد، اگرچه جمیز کی گفت: ما کمی از آن رنج می‌بریم، اما این یک نگرانی بزرگ یا حواس‌پرتی بزرگ برای رانندگان نیست.